# Abiasz (król Judy)
Abiasz, Abiam, Abijjam, Abijahu, Abijasz (hebr. אביה :ojcem moim jest Jahwe) (zm. między 915 a 908 p.n.e.) – król Judy.
Syn Roboama, króla Judy, i Maaki. Po śmierci ojca został królem Judy.
Literatura jest zgodna co do tego, że panował pod koniec X w. p.n.e. Jako daty panowania podaje się lata 913–911 p.n.e. oraz 910–908 p.n.e. Prowadził zwycięską wojnę z Jeroboamem I, królem Izraela. Przyłączył do Judy miasta Betel, Jeszanę i Efron. Miał czternaście żon, dwudziestu dwóch synów i szesnaście córek. Zmarł w Jerozolimie, gdzie został pochowany.
Kolejnym królem Judy został jego syn Asa.